# Maasia sumatrana
Maasia sumatrana är en kirimojaväxtart som först beskrevs av Friedrich Anton Wilhelm Miquel, och fick sitt nu gällande namn av Mols, Keßler och Rogstad. Maasia sumatrana ingår i släktet Maasia och familjen kirimojaväxter. Inga underarter finns listade i Catalogue of Life.